# Zenaida
Zenaida is een geslacht van vogels uit de familie duiven (Columbidae). De wetenschappelijke naam Zenaida is een eerbetoon aan de echtgenote Zénaïde Bonaparte van (en bedacht door)  Charles Lucien Bonaparte. In het Nederlands heten alle soorten uit dit geslacht treurduif. Deze naam kregen ze omdat de (gewone) treurduif (Zenaida macroura) een klaaglijk geluid voortbrengt.

## Soorten
Het geslacht kent de volgende soorten:
- Zenaida asiatica – Witvleugeltreurduif
- Zenaida auriculata – Geoorde treurduif
- Zenaida aurita – Antilliaanse treurduif
- Zenaida galapagoensis – Galapagostreurduif
- Zenaida graysoni – Socorrotreurduif
- Zenaida macroura – Treurduif
- Zenaida meloda – Peruaanse treurduif